# Grec medieval
El grec medieval, també conegut com a grec bizantí, és un terme per a cobrir totes les formes de la llengua grega que es van parlar o escriure durant l'Imperi Romà d'Orient. Convencionalment se'n prenen com a dates límit el segle iv i 1453, la conquesta de Constantinoble pels turcs. Durant el període romà d'Orient la llengua grega va perdre el seu caràcter antic, per l'evolució de les formes i per la barreja d'elements estranys, i va donar origen al grec modern.

## Història
Al segle iv, quan la capital de l'Imperi Romà es traslladà a Constantinoble, la llengua oficial de l'estat era encara el llatí, si bé la llengua, tant oral com literària, de tota la part oriental de l'imperi era el grec. El grec era també l'idioma de l'Església i de l'educació. Va haver-hi una situació de diglòssia entre el grec i el llatí durant més de dos segles, però els emperadors romans d'Orient van començar molt aviat a afavorir l'ús del grec. El llatí es va mantenir, però, en inscripcions i encunyacions monetàries fins al segle xi.
En els segles V i VI es produí una progressiva hel·lenització de l'Imperi Romà d'Orient, que causà el definitiu desplaçament del llatí pel grec com a llengua de l'administració imperial. No obstant això, els habitants de l'imperi no van deixar mai de considerar-se romans (ρωμαίκοι, romeki), i van donar al seu estat el nom d'anatoliké romaiké autokratoria (Ανατολική Ρωμαϊκή Αυτοκρατορία), subratllant així la condició d'hereus de l'Imperi Romà i la legitimitat de les seves reivindicacions territorials sobre Occident.

## Evolució de la koiné hel·lenística a la medieval
Durant l'època medieval, el principal centre cultural del món grec no era Atenes, sinó Constantinoble. La capital de l'imperi és el centre lingüístic tant de la llengua literària com de les formes populars de la llengua oral. En la pràctica es donà una situació de diglòssia entre la koiné literària, que presenta trets arcaics, equivalents als de l'aticisme hel·lenístic, i la koiné popular, evolució de la koiné grega. De la mateixa manera que els intel·lectuals d'Occident utilitzaven el llatí clàssic en la seva obra literària, els romans van tendir a usar arcaismes amb elements d'aticisme. Pau el Silenciari va escriure durant el regnat de Justinià la Descripció de Santa Sofia (Έκφρασιν του Ναού της Αγίας Σοφίας), utilitzant hexàmetres homèrics que es caracteritzaren com "un idioma fosc i poètic". Els historiadors Procopi i Critobulus van imitar Tucídides, i fins i tot Anna Comnena, al segle xii, té un estil marcadament aticista.
Els escriptors eclesiàstics fins al segle iv van utilitzar la koiné popular, seguint l'exemple dels Evangelis, però posteriorment, a causa de la influència dels pares de l'Església capadòcia, que havien estat educats en escoles gregues de retòrica, van començar a utilitzar la llengua literària per combatre amb les seves pròpies armes el paganisme hel·lènic. Amb el temps, el llenguatge aticista seria un instrument fonamental dels escriptors eclesiàstics per a lluitar contra les heretgies.

### Evolució del lèxic
A causa de la molt de temps mantinguda diglòssia entre el llatí i el grec, el grec medieval va rebre nombrosos préstecs del llatí, alguns dels quals han sobreviscut en el grec modern. Algunes de les paraules o locucions d'origen llatí presents en el grec medieval són les següents (les negretes indiquen que aquestes veus sobreviuen en grec modern): 
Frases freqüents:
- Άνω φηλικίσιμε! <Annos Felicissimos!
- Βαίνε <Bene (Venisti!)
- Του βίκας! <Teu Vincas!
- Ιν μούλτος άννος! <In multes annos!

Llenguatge quotidià:
Αύγουστος (august), Καίσαρ (Cèsar), πρίγκιψ (príncep), κόμης (comte), μάγιστρος (mestre), κοιέστωρ (qüestor), σιλεντιάριος, παλάτιον (palau), κουροπαλάτης, ακτουάριος (actuari), καγκελλάριος (canceller), Μαγναύρα, λάβαρον (làbar), βούλλα (butlla), τίτλος (títol), αντιμήνσιον, κανδήλιον (candela), μανουάλιον (manual), φαιλόνιον, σακελλάριος, τιτουλάριος, καλένδαι (calendes), βίσεκτος, etc.

Noms:
Αξούγγιον, βερίκοκον', βίγλα, βούκα, γούλα, εξέμπλιον, καλαμάριον, καλλίγιον, κάγκελον, κάρβουνον, κουβούκλιον, στέρνα, λουκάνικον, λωρίον, μάγκιψ, μάγουλον, μακελλάρης, μανίκιον, μαρούλιον, μενσάλιον, μίλλιον, μουλλάριον, οσπίτιον, παλούκιον, πανάριον, πέδικλον, πούγγιον, σέλλα, σέρβουλον, σκαμνίον, σκουτέλλιον, στάβλος, ταβέρνα, τάβλα, φλάσκα, φόρος, φούρκα, φούρνος, etc.

Adjectius:
Βαρβάτος, βένετος, μπλάβος etc.

Verbs:
Ακκομβίζω, βουλλώνω, καβαλικεύω, κανακεύω, μισσεύω, πλουμίζω, φουρνίζω, etc.

Sufixos:
- -Aton: Μαγιστράτον, μανδάτον, δουκάτον, etc.

- -Dades: Αμυγδαλάτος, καρυδάτος, κυδωνάτος, πιπεράτος, etc.

- -Aris: Νοτάριος, σχολάριος, etc.

- -poullos/poullon: Κομητόπουλλος, Τουρκόπουλλος, Αρχοντόπουλλον, Φραγκόπουλλον, etc.

- -Isios: Καστρήσιος, κολονήσιος, βουνήσιος, etc.

- -Anys: Δέκανος, Πάγανος, etc.

- -Alion: Μανουάλλιον, Μενσάλλιον, τριβουνάλιον, etc.

### Evolució fonològica
En fonologia, s'hi van generalitzar diverses innovacions que ja havien aparegut en la koiné grega.
- La vocal η ja s'havia confós amb ι, excepte en el grec del Pont i en el de Capadòcia, on es conservà la seva anterior pronúncia (νύφε, κεπίν, τίμεσον, Ελλένικος, θελυκό, πεγάιδι).
- La vocal υ i el diftong οι, que en la koiné hel·lenística havien pres el so de la vocal francesa o, es confonen també en el segle x, excepte en alguns dialectes locals com els d'Egina, Mègara i Cumas (κιούτομαι, χιούρος, τσιουλία, Κούμη).
- La vocal ω es converteix en alguns casos en ου (ζουμιν, κλουβίν, κουνούπιν, κουπίν, αλωπού, μαιμού, Γιλλού).
- La vocal ε es transforma en ι quan va seguida de α i ο, i durant el segle xiii perd el seu accent (μηλέα> μυλιά, λεοντάριν> λιοντάριν), a tot arreu excepte al Pont, Capadòcia, les Illes Jòniques i el sud d'Itàlia.
- La vocal ο va anar desapareixent gradualment de la terminació -ιον, -ιος (καλαμάριν, κουβάριν, σακκίν, χαρτίν, κύρις).
- La combinació fonètica ου-ε es pronuncia ocasionalment com ο (μόδωκε, οπόχουν, πόναι, οπόκαμεν, πόλειπες).
- Les consonants κ i π es converteixen a vegades en χ i φ quan van seguides de τ (νύχτα, προσεχτικά, σουδαχτικά, εκλεχτοί, εφτά, λεφτός, φτωχός, βαφτίζω).
- La consonant θ es transforma de vegades en τ quan va precedida de φ i χ (εγεύτη, φτοράν, φτόνος, παρευτύς, εταράχτησαν, να συναχτούν, να δεχτούμε, μάχεστε, επιάστη).
- La vocal υ en els diftongs αυ i ευ, que en època de la koiné grega ja havien pres el so de φ  i β, ara deixa de pronunciar-se quan va seguida de μ (θάμα, ψέμα), i es converteix en π quan va seguida de σ (απεζέψασιν, επλέψασιν, ωδήγεψαν, να θεραπέψουν, ανάπαψη).
- La vocal υ en la combinació υν es transforma en μ (εύνοστος> έμνοστος, χαύνος> χάμνος, ελαύνω> λάμνω).
- Les consonants nasals μ i ν deixen de pronunciar-se quan van seguides de consonants  fricatives sordes (νύφη, άθος, πεθερός).
- La -ν final es continua pronunciant (καλαμάριν, κουβάριν, σακκίν, χαρτίν) i en diverses ocasions apareix de manera equivalent (γάλαν, οξύγαλαν, πράμαν, εγίνοτον, επνίγην, εκτίστην).